# Josef Reithofer
Josef Reithofer, gebürtig Josef Kießlich, (* 15. Oktober 1883 in Wien, Österreich-Ungarn; † 11. November 1950 in West-Berlin) war ein österreichisch-deutscher Schauspieler.

## Leben
Er nahm Schauspielunterricht bei Willy Benthin und erhielt sein erstes Engagement im Sommer 1905 am Kölner Flora-Theater. Weitere Bühnenstationen waren Colmar, Flensburg und Regensburg.
1910 kam Kießlich an das Münchner Volkstheater, bald darauf trat er an Berliner Bühnen auf. 1917 erhielt er seine erste Filmrolle in Wien und nannte sich seither Josef Reithofer. Im österreichischen und seit 1919 im deutschen Film verkörperte er jahrzehntelang eine Vielzahl von Nebenfiguren. Reithofer stand 1944 in der Gottbegnadeten-Liste des Reichsministeriums für Volksaufklärung und Propaganda.

## Filmografie
- 1917: Im Banne der Pflicht
- 1918: Frauenehre
- 1920: Der Schädel der Pharaonentochter
- 1921: Aus dem Schwarzbuch eines Polizeikommissars – 1. Teil
- 1921: Opfer der Liebe
- 1923: Das fränkische Lied
- 1923: Der wilde Freiger
- 1929: Ludwig der Zweite, König von Bayern
- 1930: Dreyfus
- 1932: Das Abenteuer der Thea Roland
- 1932: Der Orlow
- 1932: Kaiserwalzer
- 1933: Schüsse an der Grenze
- 1933: Des jungen Dessauers große Liebe
- 1934: Abschiedswalzer
- 1934: Die beiden Seehunde
- 1934: Herr Kobin geht auf Abenteuer
- 1934: Jungfrau gegen Mönch
- 1934: Die Liebe siegt
- 1934: Pechmarie
- 1934: Spiel mit dem Feuer
- 1934: Warum so aufgeregt?
- 1934: Wenn ich König wär
- 1934: Der junge Baron Neuhaus
- 1935: Petersburger Nächte. Walzer an der Newa
- 1935: Das Einmaleins der Liebe
- 1935: Ich war Jack Mortimer
- 1935: Leichte Kavallerie
- 1935: Liebeslied
- 1935: Lärm um Weidemann
- 1935: Die selige Exzellenz
- 1935: Warum lügt Fräulein Käthe?
- 1935: April, April!
- 1935: Blutsbrüder
- 1935: Der junge Graf
- 1935: Winternachtstraum
- 1936: Der Kurier des Zaren
- 1936: Die lange Grete
- 1936: Die Leute mit dem Sonnenstich
- 1936: Waldwinter
- 1936: Geheimnis eines alten Hauses
- 1936: Der geheimnisvolle Mister X
- 1936: Der Kaiser von Kalifornien
- 1936: Männer vor der Ehe
- 1936: Schabernack
- 1937: Die Austernlilli
- 1937: Die Erbschleicher
- 1937: Gabriele: eins, zwei, drei
- 1937: Karussell
- 1937: Ruhe ist die erste Bürgerpflicht
- 1937: Sieben Ohrfeigen
- 1937: Der Berg ruft
- 1938: Eine Frau kommt in die Tropen
- 1938: Die Nacht der Entscheidung
- 1938: Der Edelweißkönig
- 1939: Sensationsprozeß Casilla
- 1939: Robert Koch, der Bekämpfer des Todes
- 1939: Maria Ilona
- 1939: Parkstraße 13
- 1940: Der dunkle Punkt
- 1940: Polterabend
- 1940: Der ungetreue Eckehart
- 1941: Ohm Krüger
- 1942: Die goldene Stadt
- 1944: Solistin Anna Alt
- 1944/48: Das kleine Hofkonzert
- 1944/51: Zwischen Herz und Gewissen
- 1945: Der Mann im Sattel (UA: 2000)
- 1950: Eva im Frack